# Červený Újezd (Praha-západ)
Červený Újezd è un comune della Repubblica Ceca facente parte del distretto di Praha-západ, in Boemia Centrale.